# Tétraéthylammonium
L'ion tétraéthylammonium  (tétraéthyl ammonium  ou TEA) dont la formule est Et4N+ est un cation (une molécule chargée positivement) faisant partie des ammoniums quaternaires (« sel d’ammonium quaternaire » en langage courant, tels que chlorure de tétraéthylammonium, bromure de tétraéthylammonium, iodure de tétraéthylammonium ou encore hydroxyde de tétraéthylammonium notamment utilisés comme biocides, ou dans la chimie pétrolière et dans la synthèse moléculaire de composés organométalliques).
L'ion tétraéthylammonium est constitué de quatre groupes éthyle attaché à un atome central d’azote. Dans une solution, il doit exister en association avec un « contre-ion » (un anion en l’occurrence).
Du point de vue biochimique, l'identité de l'anion associé au cation tétraéthylammonium semblait généralement avoir peu d'influence ou pas d’influence sur ses effets toxicologiques ou biochimiques, mais ce n'est pas toujours le cas.
L'ion tétraéthylammonium a été brièvement utilisé dans des applications cliniques avant d'être abandonné car trop dangereux (c’est un produit neurotoxique qui, en injection, peut conduire à la mort par paralysie et asphyxie, avec des effets proches de ceux du curare).
Il a été largement utilisé dans la recherche pharmacologique en tant que « composé d'intérêt expérimental, bloqueur non sélectif des récepteurs nicotiniques neuronaux de l'acétylcholine à effet ganglioplégique) ».

## Chimie

### Préparation
L'une des méthodes les plus simples de préparation d'un sel simple contenant l'ion tétraéthylammonium est de faire réagir chimiquement un triéthylamine avec un halogénure d'alkyle (ou halogénure d'éthyle).
Et3N + Et-X → Et4N+X−
Cette méthode fonctionne particulièrement bien pour les cas les plus simples, par exemple pour synthétiser de l'iodure de tétraéthylammonium (où X = [Iode|I])  mais le cation tétraéthylammonium peut exister en association avec une grande variété d’anions, dont certains peuvent être très complexes, et les préparatifs de ces sels impliquent alors un travail plus complexe, passant par une méthatèse (réaction chimique se traduisant par l'échange d'un ou plusieurs atomes entre espèces chimiques structuralement apparentées). Par exemple, la synthèse du perchlorate de tétraéthylammonium (sel qui a notamment été utilisé dans les années 1950 et suivantes comme électrolyte de support pour les études polarographiques de solvants non aqueux) est basée sur le mélange de sels solubles dans l'eau ; bromure de tétraéthylammonium et perchlorate de sodium, à partir desquels le perchlorate de tétraéthylammonium forme un précipité insoluble dans l'eau
Et4N+Br− + Na+[ClO4]− → Na+Br− + Et4N+[ClO4]−

### Propriétés
Le rayon effectif de l'ion tétraéthylammonium est d’environ 0,45 nm, soit une taille comparable à celle de l'ion potassium hydraté (K+), ce qui pourrait expliquer des interactions de cet ion dans les axones avec le potassium.
Dans un article plus récent, ce rayon a été calculé comme étant de 0.385 nm ; d’autres paramètres thermodynamiques ont été rapportés sur cet ion

### Usages
Un des intérêts que les chimistes et énergéticiens ont trouvé dans les sels de tétraéthylammonium est leur capacité à contribuer à des processus de transfert de phase en tant que catalyseur de transfert de phase (permettant de convertir une espèce chimique d'une phase à une autre, par exemple d'une phase aqueuse à une phase organique afin de faciliter certaines réactions chimiques).
Normalement, les quatre groupes éthyle entourant l'azote sont trop petits pour faciliter le transfert efficace d'ions entre les phases aqueuse et organique, mais les sels de tétraéthylammonium se montrent efficaces dans un certain nombre de cas, et ont été utilisés pour cette raison sous forme de différents sels.
En chimie organique, des sels tels que le tétrafluoroborate de tétraéthylammonium et le  méthylsulfonate de tétraéthylammonium sont utilisés dans les supercondensateurs comme électrolytes.

## Biologie

### Pharmacologie
La littérature scientifique relative aux propriétés pharmacologiques de l’ion tétraéthylammonium est vaste (plus de 8500 citations de PubMed en oct 2010) et les recherches se poursuivent.
L'ion TEA est en réalité toujours associé à un anion. On sait que les sels de TEA les plus utilisés sont des chlorures, bromures ou iodures, mais par commodité, les enseignants ou auteurs de publications n'ont pas toujours indiqué à quel contre-ion ils étaient associés en tant que TEA.
Les TEA sont les premières molécules découvertes bloquant la fonction ganglionnaire et à avoir été testés par les cliniciens,.
Cependant, les TEA interagissent aussi avec la « jonction neuro-musculaire » et avec la libération de noradrénaline dans les terminaisons nerveuses sympathiques.
Au niveau du système nerveux, le TEA a longtemps aussi été connu pour bloquer le canal potassique (K+), et on pense que cette action est impliquée dans les effets du TEA sur les terminaisons nerveuses sympathiques.
Concernant l'activité à la jonction neuromusculaire, le TEA s’est montré comme étant un inhibiteur compétitif sur les récepteurs nicotiniques de l'acétylcholine. Les détails de son effet sur ces protéines réceptrices sont complexes.
Le TEA bloque aussi les canaux du calcium (Ca++ activés par le K+ canaux, tels que ceux trouvés dans les muscles squelettiques  et les cellules de l’hypophyse
- Il a aussi été signalé en 2008 que le TEA inhibait le fonctionnement des canaux contrôlés par l’aquaporine (APQ)[17], mais ce point reste débattu[18].

### Considérations cliniques
Bien que le TEA (sous le nom d'Etamon notamment) ait été utilisé chez l’Homme dans différentes applications cliniques (dont, dans les années 1940 pour évaluer certains traitements de l’hypertension ou surtout comme sonde pour évaluer les capacités de vasodilatation de certains médicaments dans le cas de maladies vasculaires périphériques, en raison de réactions dangereuses, voire mortelles chez certains patients, et à la suite de réponses cardio-vasculaires incohérentes), le TEA a été rapidement remplacé par d'autres produits plus sûrs et plus efficaces.
Le TEA sous forme de bromure ne semble pas chez l’homme actif par voie orale, mais pour tester son action, des doses de 400–500 mg ont été utilisées, totalisant jusqu'à 1000-1200 mg en petites injections successives (toutes les demi-heures), produisant alors les symptômes typiques suivants : sécheresse de la bouche, arrêt de la sécrétion gastrique, réduction drastique de motilité gastrique et paralysie de la vessie, avec toutefois un soulagement de certaines formes de douleur.
La plupart des études faites sur les TEA semblent l’avoir été avec des sels utilisés sous forme de chlorure ou bromure sans recherche ou observations de distinction des effets selon la forme, mais Birchall et ses collègues ont préféré l'utilisation de chlorure de TEA afin d'éviter les effets sédatifs de l'ion bromure.

### Toxicologie, symptômes
La toxicologie du chlorure de tétraéthylammonium (alors candidat pour certains médicaments) a fait assez tôt (dès les années 1940) l’objet d’études toxicologiques chez les souris, rats et chiens de laboratoire, notamment publiées par Gruhzit et ses collègues en 1948. Ces derniers ont signalé les symptômes suivants chez les souris et les rats recevant des doses toxiques par voie parentérale : tremblements, problèmes de coordination, puis prostration, flaccidité et mort par insuffisance respiratoire dans les 10–30 minutes. 
Les chiens (deux fois plus sensibles que les souris) présentaient des symptômes similaires avec ptosis, mydriase, érythème, et mort par paralysie respiratoire et collapsus circulatoire.
Quand les doses étaient non-létales, les symptômes s’atténuaient après 15 à 60 minutes avec (toujours dans les années 1940 et chez l’animal de laboratoire) peu de preuves d’une toxicité en cas d’exposition répétée à des doses non létales.

### Doses létales
Les toxicités aiguës alors citées étaient pour la DL 50 et pour le chlorure de TEA (marge d'erreur non présentée) :
Souris : 65 mg/kg (intraveineuse); 900 mg/kg, p.o. ;
Rat : ~56 mg/kg (intraveineuse); 110 mg/kg, i.m.; 2630 mg/kg, p.o ;
Chien : ~36 mg/kg (intraveineuse); 58 mg/kg, i.m.
Un autre groupe de chercheurs (presque au même moment mais en utilisant du bromure de tétraéthyl ammonium) a évalué la DL50 du tétraéthylammonium comme suit
(marge d’erreur non présentée) :
Souris : 38 mg/kg (intraveineuse) ; 60 mg/kg, i.p.; >2000 mg/kg, p.o ;
Rat : 63 mg/kg (intraveineuse); 115 mg/kg, i.p ;
Chien : 55 mg/kg (intraveineuse) ;
Lapin : 72 mg/kg(intraveineuse).
En 1950, Graham a publié quelques observations sur les effets toxiques de bromure de tétraéthylammonium chez l'homme ; chez une «femme en bonne santé", 300 mg de bromure de tétraéthylammonium en intraveineuse, a un effet incapacitant comparable à celui du « curare »ou à la  tubocurarine) (paralysie des muscles squelettiques et somnolence marquée) ; effets qui se sont largement dissipés dans les 2 heures.
La forme « chlorure » pourrait être encore plus toxique ; citant les travaux d'autres chercheurs, Graham a noté que Birchall avait également produit des effets  "alarmants"  curariformes chez l'homme avec (en intraveineuse) des doses de seulement 32 mg / kg de chlorure de tétraéthylammonium.

## Principaux sels
Les sels les plus importants pour l’industrie chimique, formés avec des anions tétraéthylammonium, sont :
- Bromure de tétraéthylammonium (71-91-0) ;
- Chlorure de tétraéthylammonium (56-34-8) ;
- Cyanure de tétraéthylammonium (13435-20-6) ;
- hydroxyde de tétraéthylammonium (TEAOH) (77-98-5) ;
- Iodure de tétraéthylammonium (68-05-3) ;
- nitrate de tétraéthylammonium (1941-26-0) ;
- Perfluoroctansulfonate de tétraéthylammonium (56773-42-3).